# Nataixa Zvéreva
Nataixa Zvéreva   (Minsk, 16 d'abril de 1971) és una tennista belarussa retirada, coneguda per ser un especialista en dobles que va ser número u del rànquing mundial de dobles femenins durant 124 setmanes.
En la modalitat de dobles femenins va guanyar un 80 títols en el circuit WTA i destaquen els divuit títols de Grand Slam (tres Open d'Austràlia, sis Roland Garros, cinc Wimbledon, i quatre [US Open]]) d'un total de 31 finals disputades. Addicionalment va guanyar la medalla de bronze en els Jocs Olímpics de Barcelona 1992. Junt a l'estatunidenca Gigi Fernández va formar la millor parella de la dècada de 1990 pels títols aconseguits. Individualment només va guanyar quatre títols però va arribar a disputar una final de Grand Slam al Roland Garros. En la modalitat de dobles mixts va disputar quatre finals de Grand Slam guanyant dos títols a l'Open d'Austràlia. El 12 de juliol de 2010 va ser inclosa a l'International Tennis Hall of Fame.

## Torneigs de Grand Slam

### Individual: 1 (0−1)
| Resultat  | Núm. | Any  | Torneig       | Oponent     | Marcador |
| --------- | ---- | ---- | ------------- | ----------- | -------- |
| Finalista | 1.   | 1988 | Roland Garros | Steffi Graf | 0−6, 0−6 |

### Dobles femenins: 31 (18−13)
| Resultat   | Núm. | Any  | Torneig              | Parella           | Oponents                             | Marcador         |
| ---------- | ---- | ---- | -------------------- | ----------------- | ------------------------------------ | ---------------- |
| Finalista  | 1.   | 1988 | Wimbledon            | Larisa Savchenko  | Steffi Graf Gabriela Sabatini        | 3−6, 6−1, 10−12  |
| Guanyadora | 1.   | 1989 | Roland Garros        | Larisa Savchenko  | Steffi Graf Gabriela Sabatini        | 6−4, 6−4         |
| Finalista  | 2.   | 1989 | Wimbledon (2)        | Larisa Savchenko  | Jana Novotná Helena Suková           | 1−6, 2−6         |
| Finalista  | 3.   | 1990 | Roland Garros        | Larisa Neiland    | Jana Novotná Helena Suková           | 4−6, 5−7         |
| Finalista  | 4.   | 1991 | Roland Garros (2)    | Larisa Neiland    | Gigi Fernández Jana Novotná          | 4−6, 0−6         |
| Guanyadora | 2.   | 1991 | Wimbledon            | Larisa Neiland    | Gigi Fernández Jana Novotná          | 6−4, 3−6, 6−4    |
| Guanyadora | 3.   | 1991 | US Open              | Pam Shriver       | Jana Novotná Larisa Neiland          | 6−4, 4−6, 7−6(5) |
| Guanyadora | 4.   | 1992 | Roland Garros (2)    | Gigi Fernández    | Conchita Martínez A. Sánchez Vicario | 6−3, 6−2         |
| Guanyadora | 5.   | 1992 | Wimbledon (2)        | Gigi Fernández    | Larisa Neiland Jana Novotná          | 6−4, 6−1         |
| Guanyadora | 6.   | 1992 | US Open (2)          | Gigi Fernández    | Larisa Neiland Jana Novotná          | 7−6(4), 6−1      |
| Guanyadora | 7.   | 1993 | Open d'Austràlia     | Gigi Fernández    | Pam Shriver Elizabeth Smylie         | 6−4, 6−3         |
| Guanyadora | 8.   | 1993 | Roland Garros (3)    | Gigi Fernández    | Larisa Neiland Jana Novotná          | 6−3, 7−5         |
| Guanyadora | 9.   | 1993 | Wimbledon (3)        | Gigi Fernández    | Larisa Neiland Jana Novotná          | 6−4, 6−7(9), 6−4 |
| Guanyadora | 10.  | 1994 | Open d'Austràlia (2) | Gigi Fernández    | Patty Fendick Meredith McGrath       | 6−3, 4−6, 6−4    |
| Guanyadora | 11.  | 1994 | Roland Garros (4)    | Gigi Fernández    | Lindsay Davenport Lisa Raymond       | 6−2, 6−2         |
| Guanyadora | 12.  | 1994 | Wimbledon (4)        | Gigi Fernández    | Jana Novotná A. Sánchez Vicario      | 6−4, 6−1         |
| Finalista  | 5.   | 1995 | Open d'Austràlia     | Gigi Fernández    | Jana Novotná A. Sánchez Vicario      | 3−6, 7−6(3), 4−6 |
| Guanyadora | 13.  | 1995 | Roland Garros (5)    | Gigi Fernández    | Jana Novotná A. Sánchez Vicario      | 6−7(6), 6−4, 7−5 |
| Finalista  | 6.   | 1995 | Wimbledon (3)        | Gigi Fernández    | Jana Novotná A. Sánchez Vicario      | 7−5, 5−7, 4−6    |
| Guanyadora | 14.  | 1995 | US Open (3)          | Gigi Fernández    | B. Schultz-McCarthy Rennae Stubbs    | 7−5, 6−3         |
| Finalista  | 7.   | 1996 | Roland Garros (3)    | Gigi Fernández    | Lindsay Davenport Mary Joe Fernández | 2−6, 1−6         |
| Guanyadora | 15.  | 1996 | US Open (4)          | Gigi Fernández    | Jana Novotná A. Sánchez Vicario      | 1−6, 6−1, 6−4    |
| Guanyadora | 16.  | 1997 | Open d'Austràlia (3) | Martina Hingis    | Lindsay Davenport Lisa Raymond       | 6−2, 6−2         |
| Guanyadora | 17.  | 1997 | Roland Garros (6)    | Gigi Fernández    | Mary Joe Fernández Lisa Raymond      | 6−2, 6−3         |
| Guanyadora | 18.  | 1997 | Wimbledon (5)        | Gigi Fernández    | Nicole Arendt Manon Bollegraf        | 7−6(4), 6−4      |
| Finalista  | 8.   | 1997 | US Open              | Gigi Fernández    | Lindsay Davenport Jana Novotná       | 3−6, 4−6         |
| Finalista  | 9.   | 1998 | Open d'Austràlia (2) | Lindsay Davenport | Martina Hingis Mirjana Lučić         | 4−6, 6−2, 3−6    |
| Finalista  | 10.  | 1998 | Roland Garros (4)    | Lindsay Davenport | Martina Hingis Jana Novotná          | 1−6, 6−7(4)      |
| Finalista  | 11.  | 1998 | Wimbledon (4)        | Lindsay Davenport | Martina Hingis Jana Novotná          | 3−6, 6−3, 6−8    |
| Finalista  | 12.  | 1998 | US Open (2)          | Lindsay Davenport | Martina Hingis Jana Novotná          | 3−6, 3−6         |
| Finalista  | 13.  | 1999 | Open d'Austràlia (3) | Lindsay Davenport | Martina Hingis Anna Kúrnikova        | 5−7, 3−6         |

### Dobles mixts: 4 (2−2)
| Resultat   | Núm. | Any  | Torneig              | Parella    | Oponents                         | Marcador            |
| ---------- | ---- | ---- | -------------------- | ---------- | -------------------------------- | ------------------- |
| Guanyadora | 1.   | 1990 | Open d'Austràlia     | Jim Pugh   | Zina Garrison Rick Leach         | 4−6, 6−2, 6−3       |
| Finalista  | 1.   | 1990 | US Open              | Jim Pugh   | Elizabeth Smylie Todd Woodbridge | 4−6, 2−6            |
| Finalista  | 2.   | 1991 | Wimbledon            | Jim Pugh   | Elizabeth Smylie John Fitzgerald | 6−7(4), 2−6         |
| Finalista  | 2.   | 1995 | Open d'Austràlia (2) | Rick Leach | Gigi Fernández Cyril Suk         | 7−6(4), 6−7(3), 6−4 |

## Jocs Olímpics

### Dobles femenins
| Any  | Campionat                         | Parella      | Oponents                        | Resultat    |
| ---- | --------------------------------- | ------------ | ------------------------------- | ----------- |
| 1992 | Jocs Olímpics, Barcelona, Espanya | Leila Meskhi | Rachel McQuillan Nicole Bradtke | No disputat |

## Palmarès

### Individual: 19 (4−15)
| Llegenda                     |
| ---------------------------- |
| Grand Slam (0−1)             |
| WTA Tour Championships (0−0) |
| Tier I (0−3)                 |
| Tier II (2−5)                |
| Tier III (1−1)               |
| Tier IV (1−1)                |
| Tier V (0−1)                 |
| Virginia Slims (0−3)         |

| Títols per superfície |
| --------------------- |
| Dura (2−6)            |
| Gespa (1−2)           |
| Terra batuda (0−3)    |
| Moqueta (1−4)         |

| Resultat   | Núm. | Data                   | Torneig                    | Superfície   | Oponent             | Marcador         |
| ---------- | ---- | ---------------------- | -------------------------- | ------------ | ------------------- | ---------------- |
| Finalista  | 1.   | 9 de novembre de 1986  | Little Rock, Estats Units  | Moqueta (i)  | Kathy Rinaldi       | 4−6, 7−6(7), 0−6 |
| Finalista  | 2.   | 8 de novembre de 1987  | Little Rock (2)            | Moqueta (i)  | Sandra Cecchini     | 6−0, 1−6, 3−6    |
| Finalista  | 3.   | 15 de novembre de 1987 | Chicago, Estats Units      | Moqueta (i)  | Martina Navrátilová | 1−6, 2−6         |
| Finalista  | 4.   | 5 de juny de 1988      | Roland Garros, França      | Terra batuda | Steffi Graf         | 0−6, 9−6         |
| Finalista  | 5.   | 19 de juny de 1988     | Eastbourne, Regne Unit     | Gespa        | Martina Navrátilová | 2−6, 2−6         |
| Finalista  | 6.   | 21 d'agost de 1988     | Mont-real, Canadà          | Dura         | Gabriela Sabatini   | 1−6, 2−6         |
| Finalista  | 7.   | 6 de novembre de 1988  | Worchester, Estats Units   | Moqueta (i)  | Martina Navrátilová | 7−6(4), 4−6, 3−6 |
| Finalista  | 8.   | 9 d'abril de 1989      | Hilton Head, Estats Units  | Terra batuda | Steffi Graf         | 1−6, 1−6         |
| Finalista  | 9.   | 15 d'octubre de 1989   | Moscou, URSS               | Moqueta (i)  | Gretchen Magers     | 3−6, 4−6         |
| Guanyadora | 1.   | 7 de gener de 1990     | Brisbane, Austràlia        | Dura         | Rachel McQuillan    | 6−4, 6−0         |
| Guanyadora | 2.   | 14 de gener de 1990    | Sydney, Austràlia          | Dura         | Barbara Paulus      | 4−6, 6−1, 6−3    |
| Finalista  | 10.  | 16 de juny de 1991     | Birmingham, Regne Unit     | Gespa        | Martina Navrátilová | 4−6, 6−7(6)      |
| Finalista  | 11.  | 17 d'octubre de 1993   | Filderstadt, Alemanya      | Moqueta (i)  | Mary Pierce         | 6−3, 6−3         |
| Guanyadora | 3.   | 13 de febrer de 1994   | Chicago                    | Moqueta (i)  | Chanda Rubin        | 6−3, 7−5         |
| Finalista  | 12.  | 20 de març de 1994     | Miami, Estats Units        | Dura         | Steffi Graf         | 6−4, 1−6, 2−6    |
| Finalista  | 13.  | 3 d'abril de 1994      | Hilton Head (2)            | Terra batuda | Conchita Martínez   | 4−6, 0−6         |
| Finalista  | 14.  | 9 d'octubre de 1994    | Zúric, Suïssa              | Dura (i)     | Magdalena Maleeva   | 5−7, 6−3, 4−6    |
| Finalista  | 15.  | 5 de març de 1995      | Indian Wells, Estats Units | Dura         | Mary Joe Fernández  | 4−6, 3−6         |
| Guanyadora | 4.   | 20 de juny de 1999     | Eastbourne                 | Gespa        | Nathalie Tauziat    | 0−6, 7−5, 6−3    |

### Dobles

#### Títols (80)
Els tornejos del Gran Eslam es mostren en negreta.
- 1988 - Indianápolis i Birmingham (amb Larisa Neiland)
- 1989 - Roland Garros, Chicago, Amelia Island, Birmingham i Moscou (amb Larisa Neiland)
- 1990 - Birmingham, Eastbourne i Light n' Lively Doubles (amb Larisa Neiland)
- 1991 - Wimbledon, Boca Raton, Berlín, Eastbourne, Canadà i Los Angeles (amb Larisa Neiland); US Open i Brighton (amb Pam Shriver); i Hilton Head (amb Claudia Kohde-Kilsch)
- 1992 - Roland Garros, Wimbledon, US Open, Oakland i Filadèlfia (amb Gigi Fernández); Hilton Head i Amelia Island (amb Arantxa Sánchez Vicari); Zuric (amb Helena Suková) i Boca Raton (amb Larisa Neiland)
- 1993 - Obert d'Austràlia, Roland Garros, Wimbledon, WTA Tour Championships, Delray Beach, Light n' Lively Doubles, Hilton Head, Berlín, Eastbourne, Leipzig i Filderstadt (amb Gigi Fernández)
- 1994 - Obert d'Austràlia, Roland Garros, Wimbledon, WTA Tour Championships, Cayo Vizcaino, Chicago, Roma, Berlín, Eastbourne, Filderstadt i Filadèlfia (amb Gigi Fernández)
- 1995 - Roland Garros, US Open, Tòquio (Pa Pacific), Roma, Sant Diego, Los Angeles i Filderstadt (amb Gigi Fernández)
- 1996 - US Open i Tòquio (Pa Pacific) (amb Gigi Fernández); Los Angeles (amb Lindsay Davenport)
- 1997 - Obert d'Austràlia (amb Martina Hingis); Roland Garros i Wimbledon (amb Gigi Fernández); Tòquio (Pa Pacific) i Indian Wells (amb Lindsay Davenport); Cayo Vizcaino i Moscou (amb Arantxa Sánchez Vicari); i Estrasburg (amb Helena Suková)
- 1998 - Chase Championships, Indian Wells, Berlín, Stanford, Sant Diego i Filderstadt (amb Lindsay Davenport); Los Angeles (amb Martina Hingis); i Moscou (amb Mary Pierce)
- 1999 - Tòquio (Pa Pacific) (amb Lindsay Davenport)
- 2000 - Hannover (amb Rosteix Carlsson) i Hamburg (amb Anna Kournikova)
- 2002 - Madrid (amb Martina Navratilova)

## Trajectòria
| Torneig           | 2002  | 2001  | 2000  | 1999  | 1998  | 1997  | 1996  | 1995  | 1994  | 1993  | 1992  | 1991  | 1990  | 1989  | 1988  | 1987  | SR     |
| ----------------- | ----- | ----- | ----- | ----- | ----- | ----- | ----- | ----- | ----- | ----- | ----- | ----- | ----- | ----- | ----- | ----- | ------ |
| Obert d'Austràlia | A     | A     | 2r    | 3r    | 3r    | 3r    | 1r    | CF    | 1r    | 3r    | 2r    | 4r    | 2r    | A     | A     | A     | 0 / 11 |
| Roland Garros     | A     | A     | 4r    | 2r    | 2r    | 4r    | 3r    | 1r    | 4r    | 4r    | CF    | 2r    | 4r    | 1r    | F     | 3r    | 0 / 14 |
| Wimbledon         | 1r    | A     | 2r    | 2r    | SF    | 1r    | 2r    | 3r    | 1r    | CF    | CF    | 2r    | CF    | 3r    | 4r    | 4r    | 0 / 15 |
| US Open           | A     | A     | A     | 2r    | 2r    | 3r    | 3r    | 4r    | A     | CF    | 3r    | 4r    | 2r    | 4r    | 1r    | 3r    | 0 / 12 |
| SR                | 0 / 1 | 0 / 0 | 0 / 3 | 0 / 4 | 0 / 4 | 0 / 4 | 0 / 4 | 0 / 4 | 0 / 3 | 0 / 4 | 0 / 4 | 0 / 4 | 0 / 4 | 0 / 3 | 0 / 3 | 0 / 3 | 0 / 52 |